# Fabien Bacquet
Pour les articles homonymes, voir Bacquet.
Fabien Bacquet, né le 28 février 1986 à Soissons est un ancien coureur cycliste professionnel  français. Il est membre des formations Skil-Shimano, de 2007 à 2008, BigMat-Auber 93 entre 2009 et 2013 et de l'équipe continentale belge Veranclassic-Doltcini, au premier semestre de la saison 2014. Son palmarès comprend notamment quatre victoires obtenues au cours de son passage dans les rangs professionnels.
Il est actuellement le directeur sportif du Team BCFG Cyclisme basé à Beautor. 

## Biographie

### Débuts cyclistes et carrière chez les amateurs
Natif du département de l'Aisne, Fabien Bacquet commence le cyclisme à l'Union vélocipédique Pinon-Anizy puis intègre le CC Villeneuve Saint-Germain près de Soissons en 2001. 
En 2005 et 2006, il poursuit son apprentissage dans les rangs des amateurs du CC Nogent-sur-Oise. Il se fait remarquer quand il remporte quelques belles courses du calendrier amateur français comme le Prix des blés d'or (une des épreuves de la Mi-août bretonne où il succède au palmarès à Kévin Lalouette), Dijon Auxonne Dijon ou le Grand Prix de la Braderie à Saint-Quentin qu'il gagne en solitaire devant le sprinter bielorusse Yauheni Hutarovich.

### Carrière professionnelle

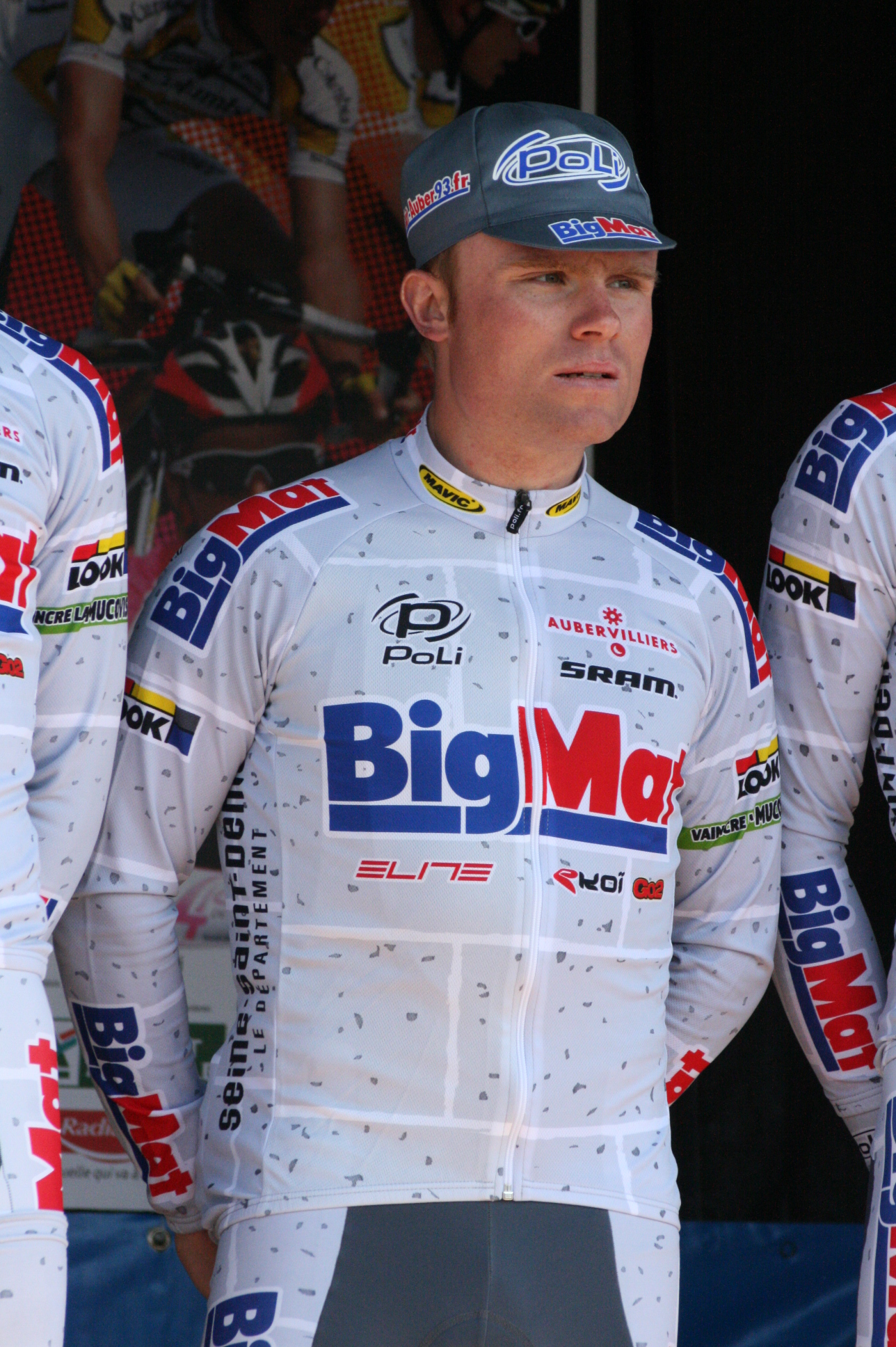
Fabien Bacquet avec le maillot de l'équipe Bibmat-Auber en 2010

Ces performances lui permettent de signer un contrat de deux ans avec l'équipe continentale professionnelle néerlandaise Skil-Shimano en 2007,. Il obtient quelques places d'honneur au cours de ses deux années d'exil et se classe notamment sixième du Grand Prix de l’Escaut et huitième de la Nokere Koerse en 2008. Il court cependant assez peu et doit souvent se contenter d'un rôle d'équipier bien loin de ses aspirations.
Insatisfait de son programme et de son statut au sein de la formation néerlandaise, il s'engage en faveur de l'équipe continentale Auber 93 dirigée par Stéphane Javalet à la fin de l'année 2008.  
Fabien Bacquet glane quatre victoires entre 2009 et 2013 sous les couleurs de la formation française. Il s'agit de trois étapes du Tour de Normandie remportées en 2009 et 2011 et de l'Étoile d'or qu'il ajoute à son palmarès en 2010. Ses talents de sprinter lui valent aussi d'engranger de nombreuses places d'honneur au cours de cette période. Il termine par exemple second du Grand Prix de Lillers-Souvenir Bruno Comini en 2011 derrière Denis Flahaut, quatrième du Grand Prix de Denain et septième du championnat de France de cyclisme sur route en 2012. Il est également quatrième de la Route Adélie en 2013.
Non conservé par ses dirigeants à l'issue de la saison 2013, il est recruté en même temps que six autres coureurs par l'équipe continentale belge Veranclassic-Doltcini au début du mois d'octobre, mais ne participe qu'à quelques courses sous ses nouvelles couleurs afin de donner la priorité à son projet de réorientation professionnelle.

### Reconversion professionnelle et après cyclisme
Reconverti dans le secteur de l'agro-alimentaire après l'arrêt de sa carrière, il prend la présidence  de l’Entente Cycliste de Chauny Beautor dans le département de l’Aisne à la fin de l’année 2017,.

## Palmarès

### Chez les amateurs
- 2004
  - Grand Prix de Lecluse
  - Grand Prix de Lieu St Amand
  - Prix de Ferriere la Grande
- 2005
  - Prix d’Armentieres en Brie
- 2006
  - Prix des blés d'or
  - Dijon-Auxonne-Dijon
  - Grand Prix de la Braderie à Saint-Quentin

### Chez les professionnels
- 2009
  - 3e étape du Tour de Normandie
- 2010
  - Étoile d'or
- 2011
  - 4e et 6e étapes du Tour de Normandie
  - 2e du Grand Prix de Lillers-Souvenir Bruno Comini

## Classements mondiaux
| Année           | 2006  | 2007  | 2008 | 2009 | 2010 | 2011 | 2012 | 2013 |
| --------------- | ----- | ----- | ---- | ---- | ---- | ---- | ---- | ---- |
| UCI Europe Tour | 1233e | 1187e | 571e | 186e | 327e | 193e | 144e | 366e |